# Partido Demócrata Popular (1974)
El Partido Demócrata Popular (PDP) fue un partido político español de centro liberal, integrado en Unión de Centro Democrático. Su presidente era Fernando Chueca y su secretario general Ignacio Camuñas.

## Historia
El partido fue fundado por Ignacio Camuñas en diciembre de 1974 tomando como base el Círculo de Estudios Nueva Generación, creado en 1972. Hacia 1976 el partido formó parte de la Plataforma de Convergencia Democrática y Coordinación Democrática, sin embargo posteriormente se retiró de esta última en junio de ese mismo año. El 24 de septiembre de 1976 constituyó junto con Esquerra Democràtica de Catalunya la Coalición Social-Liberal.
Fernando Chueca Goitia, fundador de la Unión Social Demócrata Española (USDE), abandonó dicho partido en julio de 1976 para formar parte del Partido Demócrata Popular, en donde resultó elegido presidente en diciembre de ese mismo año. El PDP pasó a integrar la Internacional Liberal en el congreso de dicha agrupación realizado en Barcelona en octubre de 1976 y participó en la creación de Unión de Centro Democrático (UCD) en 1977, formando el ala liberal de la UCD. El partido fue legalizado el 17 de febrero de 1977.
En las elecciones generales de 1977 obtuvo 6 diputados dentro de UCD: Ignacio Camuñas, José Manuel Paredes Grosso, Francisco Ruiz Risueño, Manuel Bermejo y José María Bravo de Laguna. Posteriormente, el 16 de diciembre de 1977 el partido acordó disolverse para integrarse definitivamente a la UCD.